# Martí Checa Artasu
Martí Checa Artasu   (Barcelona, 1969) és un geògraf i historiador català.

## Biografia
És llicenciat en Geografia i Història, en l'especialitat d'Història Antiga i Arqueologia (1994), i doctor en Geografia Humana per la Universitat de Barcelona (2006). També ha fet un màster en Direcció i Administració d'Empreses a la Universitat Politècnica de Catalunya (2002), i cursos de postgrau sobre urbanisme i direcció en política cultural. Ha col·laborat en congressos sobre història local, història urbana, arqueologia industrial i en seminaris en diverses universitats de Llatinoamèrica. Des del setembre del 2010 és professor al Departament de Sociologia de la Universitat Autònoma Metropolitana, Unidad Iztapalapa. Actualment, és membre del Sistema Nacional de Investigadores Nivel 2 del Consejo de Ciencia y Tecnología de Mèxic.

## Publicacions
Ha publicat llibres sobre la història de Sant Andreu, El Congrés i el Bon Pastor: 
- Sant Andreu de Palomar més que un poble (Vers. art, 1998)
- Bon Pastor: sociabilitat d'un barri (Ajuntament de Barcelona, 2003)
- Bon Pastor: història d'un barri (Ajuntament de Barcelona, 2007)

També ha publicat articles i ponències sobre la industrialització i urbanisme del districte, alguns d'ells en col·laboració amb altres estudiosos: 
- Barcelona, ciutat de fàbriques (Nau Ivanow, 2000)
- La Sagrera, del Rec Comtal al TGV (Vers. art, 1997)
- El Patronato de Viviendas del Congreso: Vivienda y católicos de la Barcelona del Franquismo (Centre d'Estudis Ignasi Iglésias, 2008), amb la qual va guanyar el II Premi d'investigació Martí Pous i Serra.

## Premis i reconeixements
D'altra banda, ha guanyat altres premis: el Jacint Dunyó, d'articles periodístics sobre cooperativisme (1999); el 3r premi del II Concurs d'Idees de Negoci (2002), amb el projecte «Patrimoni cultural-consultors», i el 2n premi del I Concurs Nacional al Millor Pla Empresarial (2002), de la Junior Chamber Internacional, amb el projecte «Servicios para el patrimonio cultural», entre d'altres.